# إنيز هوغن
إنيز هوغن (بالإنجليزية: Inez Hogan)‏ هي كاتبة للأطفال وكاتِبة أمريكية، ولدت في 5 أغسطس 1895 في واشنطن العاصمة في الولايات المتحدة، وتوفيت في 1973 في أورلينس في الولايات المتحدة.